# Steinmocker
Steinmocker ist ein Dorf im Landkreis Vorpommern-Greifswald. Es ist Ortsteil der Gemeinde Neetzow-Liepen.

## Geschichte
Ein frühzeitige Besiedlung wird dokumentiert durch eine große Anzahl von bronzezeitlichen (1800 bis 600 vdZ) Hügelgräbern, bislang sind im Heidenholz 12 Hügelgräber entdeckt worden, von denen 3 seltene Steinhügelgräber sind. Diese Sonderform ist wohl dem Steinreichtum der Umgebung geschuldet. Bei Zarrentin/Jarmen ist so ein Beispiel eines Steinhügelgrabes in einer archäologischen Rekonstruktion dargestellt.
Steinmocker wurde 1454 als „Moker by dem Krine“, 1618 als „Steinmucker“ und ab 1698 als „Steinmocker“ erwähnt. Das ist eine slawisch-deutsche Mischform des Namens - Stein = deutsch als Stein und Mocker = slawisch für „feucht“. Die Moränenlandschaft ist von Bächen, Söllen und Findlingen (teilweise in Steinriegeln verarbeitet) gekennzeichnet.
Seit der ersten Hälfte des 14. Jahrhunderts waren die von Winterfeld im Lehnsbesitz von Steinmocker. 1723 erhielt Georg Levin von Winterfeld das Gut als Allodium. Seit 1764 war Philipp Otto von Winterfeld Gutsherr, musste aber 1805 als letzter Winterfeld der Region an von Ramin verkaufen. Der wiederum veräußerte 1842 das Gut an den Ökonomen Holtz. 1851 rundete dann Wilhelm von Kruse auf Neetzow seinen Großgrundbesitz mit Steinmocker ab.
Der Gutsbezirk Steinmocker hatte 1865 16 Wohnhäuser und 13 Wirtschaftsgebäude mit 169 Einwohnern. Das getrennt ausgewiesene Bauerndorf hatte zur gleichen Zeit: 1 Kirche, 1 Schule, 1 Schmiede, 3 Krüge, 7 Wohnhäuser und 9 Wirtschaftsgebäude. Es hatte 45 Einwohner und 4 Bauernwirtschaften, die in den Zahlen enthalten sind.
Es gab bei Steinmocker einen Gasthof, der als eigenständige Ortschaft mit dem Namen „Mantzelshof“ (auch Mentzelshof) galt und bei dem auch ein Vorwerk angelegt wurde, das aber als Pertinenz zum Gut Klein Below gehörte. Laut Preußischem Urmesstischblatt von 1835 bestand der Ort nur aus einem unbezeichneten Gebäude am Landweg zwischen Steinmocker und Krien. Dieser Ort wurde erstmals 1865 bei Berghaus erwähnt, der Krug wurde dann aber mit dem Vorwerk überbaut, damit verschwand auch der Name, er wurde nur in den Messtischblättern 1880 und 1920 als „zu Steinmocker“ bezeichnet. Später hieß er dann „Steinmocker-Abbau“, „Steinmocker-Ausbau“ und „Steinmocker-Vorwerk“.
Steinmocker kann man als Straßendorf bezeichnen, wobei aber durch das dominante Gut und die Katenzeile eine andere Form als Gutsdorf möglich ist.
Die Gutsanlage ist noch relativ vollständig erhalten.
Die Besonderheiten, die mit dem Namen des Ortes zusammenhängen, sind die Großfindlinge:
1. Riesenstein südwestlich des Dorfes am Ende der sogenannten Drahtkoppel,
2. Riesenstein im Steinmockerschen Holz, 20 m vom Waldrand entfernt, etwa 500 m in Verlängerung der Koppel (südwestlich Jarmen).

Die beiden Steine sind durch eine Sage miteinander verbunden. Der Stein in der blockreichen Drahtkoppel, einer extensiven Weide, liegt frei von allen Seiten zugänglich und hat ein Volumen von etwa 10 m³. Leider wurde er durch Keile in vier Teile gespalten. Der Gneisblock ist von Orthoklasporphyroblasten mit 1–2 cm Durchmesser durchsetzt. Seine Länge beträgt 3 m, Breite und Höhe jeweils 2,50 m.
Doppelt so groß (20 m³ Volumen) und völlig unzerstört liegt der zweite Riesenstein, ein grobkörniger Granit mit bläulichen Quarzen etwas versteckt im Wald. Seine Herkunft aus Småland (Schweden) kann als gesichert gelten. Er misst 5,10 m in der Länge, 3,40 Breite, 2,40 m Höhe und hat einen Umfang von 13 m.
Folgendes berichtet die Sage: „Es lebten in alten Zeiten zwei Riesen, der eine in der Gegend von Anklam, der andere in der Gegend von Demmin. Sie gerieten in Streit miteinander und bewarfen sich gegenseitig mit diesen großen Steinen. Aber die Steine waren doch zu schwer, so daß sie schon bei Steinmocker niederfielen und sich nicht einmal erreichten.“
Am 1. April 1937 wurde Steinmocker in die Gemeinde Krien zwangseingemeindet. Zum 1. August 1946 wurde die Eingemeindung rückgängig gemacht und Steinmocker bestand wieder als eigenständige Gemeinde. Am 13. Juni 1999 wurde die Gemeinde Steinmocker nach Neetzow eingemeindet.

## Sehenswürdigkeiten
- Kirche Steinmocker aus dem  15. Jahrhundert
- Gutsanlage Steinmocker, Gutshaus von um 1800